# ビクトリア島
ヴィクトリア島（ヴィクトリアとう、英語: Victoria Island またはKitlineq ）は、カナダ北部の北極諸島にある島。面積は217,291 km2 (83,897 sq mi)1で世界第8位、カナダ国内の島で第2位。ニューファンドランド島のおよそ2倍（111,390 km2 [43,010 sq mi]）、イギリス本島よりわずかに大きく、本州よりも小さい。
人口は2,168人、ヌナブト準州側とノースウエスト準州側の合計である。島の名前の由来はイギリス女王で1867年から1901年までカナダの君主だったヴィクトリアにちなむ。「プリンス・アルバート」と名付けられた地物は、女王の配偶者 アルバートに由来する。
北極海にあり、島の3分の1を占める北西部はノースウエスト準州のイヌヴィック地域（英: Inuvik Region）に、その他はヌナブト準州のキティクメオト地域に属す。
北はバイカウントメルビル海峡、西はバンクス島、プリンスオブウェールズ海峡、アムンゼン湾、東はキングウィリアム島、プリンスオブウェールズ島、マクリントック海峡、ビクトリア海峡、南はドルフィンアンドユニオン海峡、コロネーション湾、クイーン・モード湾がある。主な集落は、南東岸のケンブリッジベイ、西岸のウルカクトックである。
氷河によって削られた窪地に水の溜まった湖が島内いたるところに見られる。
遠藤吉三郎は1902年にこの島を訪れて臨界実験場で海藻類の分布を調査し、標本を持ち帰った。

## 生物
ドルフィン・ユニオン・カリブーは現地でアイランド・カリブーと呼ばれるカナダの固有種で、バレン・グラウンド・カリブー Rangifer tarandus groenlandicus の渡りをする個体群。カナダの北極圏のビクトリア島と近くの本土に分布する。夏はビクトリア島で過ごし、冬が近づくとドルフィン・アンド・ユニオン海峡を渡りヌナブト準州とカナダ本土北西部で越冬する。北アメリカ産のカリブーは季節的に海氷を渡るのは珍しく、唯一、ピアリー・カリブー（Rangifer tarandus pearyi）というサイズも個体数も小さくビクトリア島にも生息する亜種に限られる。
ビクトリア島には、世界最大の島の中にある島が存在する。

## 地図

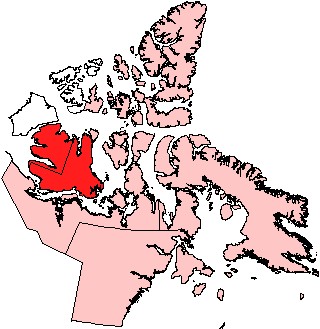
ヴィクトリア島

- ^図1 バイカウントメルビル海峡 - 北緯74度15分 西経105度00分 / 北緯74.250度 西経105.000度[注 3]
- ^図2 マクリントック海峡 - 北緯72度00分 西経102度00分 / 北緯72.000度 西経102.000度[注 4]
- ^図3 ビクトリア海峡 - 北緯69度31分 西経100度30分 / 北緯69.517度 西経100.500度[注 5]
- ^図4 アムンゼン湾 - 北緯71度00分01秒 西経124度00分10秒 / 北緯71.00028度 西経124.00278度[注 6]
- ^図5 バンクス島 - 北緯72度45分02秒 西経121度30分10秒 / 北緯72.75056度 西経121.50278度[注 7]
- ^図6 プリンスオブウェールズ海峡 - 北緯72度21分14秒 西経118度46分57秒 / 北緯72.35389度 西経118.78250度[注 8]
- ^図7 ドルフィンアンドユニオン海峡 - 北緯69度05分10秒 西経116度02分30秒 / 北緯69.08611度 西経116.04167度[注 9]
- ^図8 オースティン湾 - 北緯68度33分 西経113度10分 / 北緯68.550度 西経113.167度[注 10]
- ^図9 コロネーション湾 - 北緯68度08分 西経112度00分 / 北緯68.133度 西経112.000度[注 11]
- ^図10 ディーズ海峡 - 北緯68度50分 西経107度30分 / 北緯68.833度 西経107.500度[注 12]
- ^図11 ストーカーソン半島 - 北緯72度30分 西経106度30分 / 北緯72.500度 西経106.500度[注 13]
- ^図12 ゴールドスミス海峡 - 北緯73度10分 西経106度05分 / 北緯73.167度 西経106.083度[注 14]
- ^図13 ステファンソン島 - 北緯73度20分 西経105度45分 / 北緯73.333度 西経105.750度[注 15]
- ^図14 ハドリー湾 - 北緯72度31分 西経108度12分 / 北緯72.517度 西経108.200度[注 16]
- ^図15 プリンス・アルバート半島 - 北緯72度30分02秒 西経117度00分09秒 / 北緯72.50056度 西経117.00250度[注 17]
- ^図16 ウォラストン半島 - 北緯69度41分05秒 西経115度10分30秒 / 北緯69.68472度 西経115.17500度[注 18]
- ^図17 シェイラー山脈 - 北緯71度55分02秒 西経111度30分07秒 / 北緯71.91722度 西経111.50194度[注 19]
- ^図18 タヒリュアク - 北緯69度25分16秒 西経105度16分03秒 / 北緯69.42111度 西経105.26750度[注 20]
- ^図19 ケンブリッジ湾 - 北緯69度06分50秒 西経105度03分10秒 / 北緯69.11389度 西経105.05278度[注 21]
- ^図20 ウルカクトク - 北緯70度44分12秒 西経117度46分19秒 / 北緯70.73667度 西経117.77194度[注 22]
- ^図21 フォート・コリンソン - 北緯71度37分02秒 西経117度52分09秒 / 北緯71.61722度 西経117.86917度[注 23]

### 注
1. ↑  イギリス本島の面積は209,331 km2 [80,823 sq mi]。
2. ↑  本州の面積は225,800 km2 [87,200 sq mi]。
3. ↑  "Viscount Melville Sound, NU" (英語). Geographical Names Data Base. Natural Resources Canada. 2023年6月20日閲覧。
4. ↑  "M'Clintock Channel, NU" (英語). Geographical Names Data Base. Natural Resources Canada. 2023年6月20日閲覧。
5. ↑  "Victoria Strait, NU" (英語). Geographical Names Data Base. Natural Resources Canada. 2023年6月20日閲覧。
6. ↑  "Amundsen Gulf, NT" (英語). Geographical Names Data Base. Natural Resources Canada. 2023年6月20日閲覧。
7. ↑  "Banks Island, NT" (英語). Geographical Names Data Base. Natural Resources Canada. 2023年6月20日閲覧。
8. ↑  "Prince of Wales Strait, NT" (英語). Geographical Names Data Base. Natural Resources Canada. 2023年6月20日閲覧。
9. ↑  "Dolphin and Union Strait, NT/NU" (英語). Geographical Names Data Base. Natural Resources Canada. 2023年6月20日閲覧。
10. ↑  "Austin Bay, NU" (英語). Geographical Names Data Base. Natural Resources Canada. 2023年6月20日閲覧。
11. ↑  "Coronation Gulf, NU" (英語). Geographical Names Data Base. Natural Resources Canada. 2023年6月20日閲覧。
12. ↑  "Dease Strait, NU" (英語). Geographical Names Data Base. Natural Resources Canada. 2023年6月20日閲覧。
13. ↑  "Storkerson Peninsula, NU" (英語). Geographical Names Data Base. Natural Resources Canada. 2023年6月20日閲覧。
14. ↑  "Goldsmith Channel, NU" (英語). Geographical Names Data Base. Natural Resources Canada. 2023年6月20日閲覧。
15. ↑  "Stefansson Island, NU" (英語). Geographical Names Data Base. Natural Resources Canada. 2023年6月20日閲覧。
16. ↑  "Hadley Bay, NU" (英語). Geographical Names Data Base. Natural Resources Canada. 2023年6月20日閲覧。
17. ↑  "Prince Albert Peninsula, NT" (英語). Geographical Names Data Base. Natural Resources Canada. 2023年6月20日閲覧。
18. ↑  "Wollaston Peninsula, NU" (英語). Geographical Names Data Base. Natural Resources Canada. 2023年6月20日閲覧。
19. ↑  "Shaler Mountains, NT" (英語). Geographical Names Data Base. Natural Resources Canada. 2023年6月20日閲覧。
20. ↑  "Tahiryuaq, NU" (英語). Geographical Names Data Base. Natural Resources Canada. 2023年6月20日閲覧。
21. ↑  "Cambridge Bay" (英語). Geographical Names Data Base. Natural Resources Canada. 2023年6月20日閲覧。
22. ↑  "Ulukhaktok, NT" (英語). Geographical Names Data Base. Natural Resources Canada. 2023年6月20日閲覧。
23. ↑  "Fort Collinson, NT" (英語). Geographical Names Data Base. Natural Resources Canada. 2023年6月20日閲覧。